# Parafia św. Brata Alberta w Sorkwitach
Parafia Świętego Brata Alberta w Sorkwitach – rzymskokatolicka parafia w Sorkwitach, należąca do archidiecezji warmińskiej i dekanatu Biskupiec Reszelski. 
Została utworzona 1 października 1989.